# Catherine De Bolle

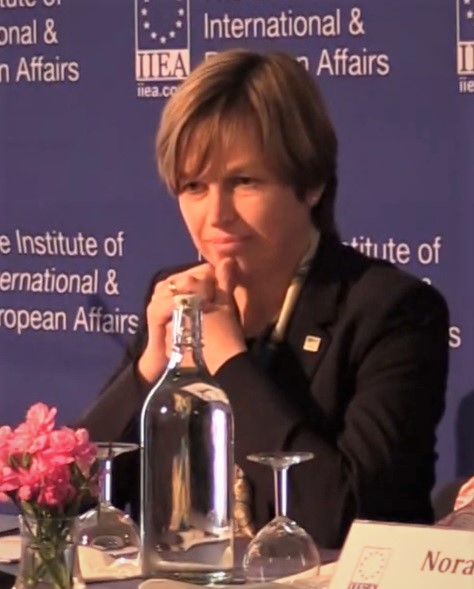
Catherine De Bolle (2019)

Catherine De Bolle (* 17. Februar 1970 in Aalst, Belgien) ist eine belgische Juristin, ehemalige Generalkommissarin der Nationalpolizei des Königreichs Belgien und seit Mai 2018 Direktorin des Europäischen Polizeiamtes.

## Leben
De Bolle studierte Rechtswissenschaften an der Universität Gent von 1988 bis 1993 und war Ausbildungsoffizier der belgischen Gendarmerie von 1994 bis 1997. In den Jahren 1994 und 2001 arbeitete sie als zudem als Juristin bei der Gendarmerie  und wurde im Jahr 2001 zur Polizeichefin von Ninove ernannt.
Nach dem Rücktritt von Fernand Koekelberg als Generalkommissar der Nationalpolizei im März 2011 übernahm Paul Van Thielen dieses Amt vorübergehend. Der Auswahlausschuss der Generalinspektion hielt De Bolle für am besten geeignet. Nach Bestätigung durch den Rat der Nationalpolizei wurde sie als erste Frau Generalkommissar der Nationalpolizei und am 9. Februar 2012 vom Ministerium bestätigt. Am 29. Februar legte De Bolle den Amtseid vor dem Parlament und dem König ab und übernahm ab dem 1. März 2012 die Leitung der Nationalpolizei.
Am 8. März 2018 ernannte der Rat der Europäischen Union Catherine De Bolle für eine vierjährige Amtszeit zur Exekutivdirektorin von Europol.

## Privates
De Bolle ist Mitglied im Netzwerk International Gender Champions, welches sich für eine Geschlechtergerechtigkeit auch in internationalen Organisationen einsetzt.

## Schriften
- in Zusammenarbeit mit Christoph Lippay: Der ATLAS-Verbund – Europas Spezialeinheiten gegen Terror und Gewaltkriminalität. Stumpf & Kossendey, Edewecht 2021, ISBN 978-3-96461-049-2.